# Aziatische reuzensalamanders
Aziatische reuzensalamanders (Andrias) zijn een geslacht van salamanders uit de familie reuzensalamanders (Cryptobranchidae). De wetenschappelijke naam kreeg dit geslacht in 1837 van Johann Jakob von Tschudi, die er de alleen als fossiel bekende soort Andrias scheuchzeri in plaatste.
Er zijn twee recente soorten die voorkomen in delen van Azië en ver van elkaar gescheiden voorkomen in Japan en westelijk China. Fossielen zijn bekend vanaf het Mioceen.

## Uiterlijke kenmerken
Deze tot 2,3 meter lange salamanders hebben een robuuste, maar korte en brede schedel. De voorpoten dragen vier vingers, de achterpoten vijf tenen. De staart is vrij kort. Beide soorten hebben gesloten kieuwopeningen, in tegenstelling tot de verwante modderduivel (Cryptobranchus alleganiensis). De soorten uit het geslacht Cryptobranchus hebben vier kieuwbogen, terwijl de Aziatische reuzensalamanders er slechts twee hebben.

## Levenswijze
Beide soorten zijn te vinden in rivieren en grote waterlopen en verlaten nooit hun aquatische milieu. Waarschijnlijk was deze levenswijze ook van toepassing bij hun fossiele soortgenoten.

## Soorten
- Andrias davidianus – Chinese reuzensalamander
- Andrias japonicus – Japanse reuzensalamander
- † Andrias scheuchzeri